# Nicola Antonio Stigliola
Nicola Antonio Stigliola, né en 1546, à Nola, dans le royaume de Naples, et mort à Naples le 11 avril 1623, est un physicien italien.

## Biographie
Né en 1546, à Nola, dans le royaume de Naples, il étudie d’abord la médecine et est reçu docteur à l’école de médecine de Salerne. Il renonce ensuite à cette profession, dans laquelle il a déjà obtenu quelques succès (ayant été appelé à une chaire dans l’université de Naples), et se consacre aux sciences physico-mathématiques et à l’architecture militaire et civile. Il est chargé de dessiner la carte du royaume, gravée par Cartari, et en 1611, il est admis dans l’Académie des Lyncéens, fondée à Rome par le prince Federico Cesi. 
Stigliola compose, sur le télescope et en concurrence avec son ami Giambattista della Porta, un traité que Galilée juge digne de faire paraître par l’académie. Cependant cet ouvrage est critiqué : il est désordonné et peu clair à tel point que son contenu doit presque être deviné. Ce n’est pas ici le texte qui explique les figures, ce sont plutôt les figures qui peuvent aider à déchiffrer le texte, et c’est peut-être d’après les planches que Galilée a jugé du mérite du travail. L’éditeur, dans une lettre écrite au cardinal Francesco Barberini, auquel l’ouvrage est adressé, prend la précaution d’avertir que l’auteur n’a pas eu le temps de revoir ce qu’il a ébauché. Ce document, inséré en entier, par Baldassarre Odescalchi, dans les Memorie istorico critiche dell’Accademia de’ Lincei (Rome, 1806, in-4°, p. 277), n’est pas connu par Pietro Napoli Signorelli. Celui-ci doit ignorer également la notice placée en tête de l’ouvrage de Stigliola sur le télescope, pour avancer, dans une note aux Vicende della coltura nelle Due Sicilie (Naples, 1811, t. 5, p. 315), qu’il existe un autre Stigliola, Giovanni Mario, architecte de profession et appartenant également à l’Académie des Lyncéens. C’est toujours le même Nicola Antonio qui est linceo, médecin et architecte, et en cette dernière qualité, il propose au gouvernement italien d’assainir les environs de Naples, en créant un système d'écoulement des eaux usées ; d’agrandir le port et de relever les fortifications de la ville. Aucun de ces projets n'est encouragé, et Stigliola regrette de ne pas pouvoir laisser son nom à une création. 
Dans la même lettre, écrite au prince de Cesi, il parle d’un autre ouvrage auquel il travaille et qui doit paraître sous le titre d’Investigazioni celesti. Ce doit être un cours d’astronomie fondé sur les observations. L’auteur a aussi le projet d’établir, pour son usage, un observatoire non loin d’une des portes de la ville (« incontro la porta della cita nostra, detta regale »), et c'est la première mention de l'idée d’un observatoire dans le royaume de Naples. La lettre de Stigliola porte la date du 3 février 1612. Après sa mort, on trouve chez lui l’inscription suivante, destinée à décorer le vestibule de sa maison, qu’il souhaite transformer en gymnase : CÆSIO LINCEÆ ACADEMIÆ FELIX STELLIOLA ENCYCLOPÆDIÆ GYMNASIUM EREXIT. Il trace aussi le plan d’un bâtiment de grande taille, qui aurait réuni toutes les connaissances humaines, et auquel il donne le titre d’Enciclopedia Pitagorea. Stigliola passe pour le véritable auteur de l’histoire naturelle publiée à Naples, en 1599, in-fol., sous le nom de Ferrante Imperato, auquel il l’aurait cédée pour la somme de cent écus. Ce marché, également honteux pour les deux savants, est supposé par Vincent Placcius, qui est réfuté par Lionardo Nicodemo. 
Stigliola meurt à Naples le 11 avril 1623.

## Œuvres
- Theriaca et Mitridatia, in quo horum antidotorum apparatus atque usus monstratur, etc., Naples, 1577, in-4°. C’est l’apologie d’un ouvrage de Bartolomeo Maranta sur le même sujet, contre les attaques de quelques médecins de Padoue.
- Enciclopedia Pitagorea, ibid., 1616, in-4°. Ce n’est que le prospectus des traités qui devaient faire partie de cette encyclopédie. L’auteur en avait déjà terminé plusieurs, qui sont restés inédits.
- Il telescopio, over ispecillo celeste, ibid., 1627, in- 4°. Cet ouvrage, qui fut publié par Jean-Dominique Stigliola, fils de l’auteur, devait avoir six livres, dont il ne reste que les quatre premiers. Dans un avis placé en tête du volume, on parle d’un traité de mécanique, d’un autre sur la fortification, en cinq livres ; d’un précis de castramétation, en un seul, et d’un essai sur le positif et sur le négatif (Toltivo), qu’on donne tous comme imprimés et que personne n’a cependant aperçus.